# Roy Worters
Roy Worters (19 de outubro de 1900 - 7 de novembro de 1957) foi um canadense profissional em hóquei no gelo que jogou como goleiro em doze temporadas na NHL para o Pittsburgh Pirates, Montreal Canadiens e para o New York Americans, notável por ser o menor jogador da liga.

## Carreira
Antes de sua carreira na liga NHL, Worters passou vários anos em ligas amadoras e seniores, passando estações como a estrela Netminder para os revestimentos de Pittsburgh Yellow Jackets dos Amateur Hockey Association, levando os revestimentos para ambas as temporadas de campeonatos. Amparado pelo sucesso, a expansão Pittsburgh Pirates juntou-se à NHL na época seguinte, com Worters como goleiro e na formação substancialmente o mesmo que os revestimentos amarelos. Worters provou ser um homem de ferro, jogando três temporadas para os Pirates e em praticamente todos os seus jogos, mostrando grande habilidade, enquanto recebe apoio de retaguarda de uma equipe fraca defensiva; na primeira temporada no Pittsburgh Pirates, Worters parou 70 de 73 tiros (um recorde da NHL até então), em uma derrota por 3-1 para o New York Americans. Worters se recusou a assinar com os Pirates para a temporada 1927-28 da NHL, e foi suspenso brevemente antes de ser negociado com o New York Americans, para quem ele iria passar o resto de sua carreira (com exceção de um único jogo por empréstimo para os Montreal Canadiens em 1930). Sua primeira temporada com o New York Americans fez com que vissem Worters se tornar o primeiro goleiro a ganhar o Hart Memorial Trophy com um minúsculo objetivo 1.15 de encontro à média como ele conduziu o New York Americans para o segundo lugar na divisão canadense, após a equipe terminar em último lugar no ano anterior.
Durante sua passagem com o New York Americans, ele tinha um corpo de grande defensor para guardá-lo, como Lionel Conacher - que cresceu no bairro de Toronto na mesma de Worters - "Bullet" Joe Simpson e "Red" Dutton. No entanto, os New York Americans perenemente fracos fariam os playoffs apenas mais uma vez durante a carreira de Worters, embora ele iria ganhar o Troféu Vezina em 1930-31 como o melhor goleiro da liga. Durante as negociações do contrato que se seguiram após a temporada, Worters assinou por US$ 8.500 de cada temporada, uma soma sem precedentes de um goleiro. Ele se tornou o primeiro goleiro na história da NHL para gravar Back to Back Shutouts em seus dois primeiros jogos para uma nova equipe. Enquanto com o New York Americans, Roy foi nomeado da equipe o capitão para a temporada 1932-33 da NHL. Em 1937, Worters necessitou de uma cirurgia de hérnia e se aposentou após a temporada. Roy morreu de câncer na garganta em 7 de novembro de 1957. Ele foi introduzido no Hockey Hall of Fame em 1969.

## Prêmios e realizações
- Troféu Hart - 1929.
- Troféu Vezina - 1931.
- Back To Back Shutouts.
- Hockey Hall of Fame - 1969.

## Estatísticas da carreira
| Temporada    | Time                      | Liga         | GP  | W   | L   | T  | MIN    | GA   | SO | GAA  |
| ------------ | ------------------------- | ------------ | --- | --- | --- | -- | ------ | ---- | -- | ---- |
| 1918-19      | Parkdale Canoe Club       | OHA-Jr.      | 8   | 7   | 1   | 0  | 480    | 22   | 0  | 2.75 |
| 1919-20      | Toronto Canoe Club        | OHA-Jr.      | 3   | 3   | 0   | 0  | 180    | 14   | 0  | 4.67 |
| 1920-21      | Porcupine Gold Miners     | GBHL         | 10  | 7   | 2   | 1  | 630    | 27   | 0  | 2.57 |
| 1923-24      | Pittsburgh Yellow Jackets | USAHA        | 20  | 15  | 5   | 0  | 1225   | 25   | 7  | 1.23 |
| 1924-25      | Pittsburgh Yellow Jackets | USAHA        | 39  | 25  | 10  | 4  | 1895   | 34   | 17 | 0.81 |
| 1925-26      | Pittsburgh Pirates        | NHL          | 35  | 18  | 16  | 1  | 2145   | 68   | 7  | 1.90 |
| 1926-27      | Pittsburgh Pirates        | NHL          | 44  | 15  | 26  | 3  | 2711   | 108  | 4  | 2.39 |
| 1927-28      | Pittsburgh Pirates        | NHL          | 44  | 19  | 17  | 8  | 2740   | 76   | 10 | 1.66 |
| 1928-29      | New York Americans        | NHL          | 38  | 16  | 12  | 10 | 2390   | 46   | 13 | 1.15 |
| 1929-30      | New York Americans        | NHL          | 36  | 11  | 21  | 4  | 2270   | 135  | 2  | 3.57 |
| 1929-30      | Montreal Canadiens        | NHL          | 1   | 1   | 0   | 0  | 60     | 2    | 0  | 2.00 |
| 1930-31      | New York Americans        | NHL          | 44  | 18  | 16  | 10 | 2760   | 74   | 8  | 1.61 |
| 1931-32      | New York Americans        | NHL          | 40  | 12  | 20  | 8  | 2459   | 110  | 5  | 2.68 |
| 1932-33      | New York Americans        | NHL          | 47  | 15  | 22  | 10 | 2970   | 116  | 5  | 2.34 |
| 1932-33      | Quebec Castors            | Can-Am       | 1   | 0   | 1   | 0  | 60     | 3    | 0  | 3.00 |
| 1933-34      | New York Americans        | NHL          | 36  | 12  | 13  | 10 | 2240   | 75   | 4  | 2.01 |
| 1934-35      | New York Americans        | NHL          | 48  | 12  | 27  | 9  | 3000   | 142  | 3  | 2.84 |
| 1935-36      | New York Americans        | NHL          | 48  | 16  | 25  | 7  | 3000   | 122  | 3  | 2.44 |
| 1936-37      | New York Americans        | NHL          | 23  | 6   | 14  | 3  | 1430   | 69   | 2  | 2.90 |
| Total da NHL | Total da NHL              | Total da NHL | 484 | 171 | 229 | 83 | 30,175 | 1143 | 66 | 2.27 |

### Playoffs
| Temporada    | Time                      | Liga         | GP | W | L | T | MIN | GA | SO | GAA  |
| ------------ | ------------------------- | ------------ | -- | - | - | - | --- | -- | -- | ---- |
| 1918-19      | Parkdale Canoe Club       | OHA-Jr.      | 2  | 1 | 1 | 0 | 120 | 6  | 0  | 3.00 |
| 1919-20      | Toronto Canoe Club        | OHA-Jr.      | 7  | 7 | 0 | 0 | 420 | 25 | 0  | 3.57 |
| 1920-21      | Porcupine Gold Miners     | GBHL         | 2  | 0 | 2 | 0 | 120 | 10 | 0  | 5.00 |
| 1923-24      | Pittsburgh Yellow Jackets | USAHA        | 13 | 9 | 3 | 1 | 840 | 12 | 5  | 0.86 |
| 1924-25      | Pittsburgh Yellow Jackets | USAHA        | 8  | 6 | 1 | 1 | 400 | 8  | 1  | 1.20 |
| 1925-26      | Pittsburgh Pirates        | NHL          | 2  | 0 | 1 | 1 | 120 | 6  | 0  | 3.00 |
| 1927-28      | Pittsburgh Pirates        | NHL          | 2  | 1 | 1 | 0 | 120 | 6  | 0  | 3.00 |
| 1928-29      | New York Americans        | NHL          | 2  | 0 | 1 | 1 | 150 | 1  | 1  | 0.40 |
| 1935-36      | New York Americans        | NHL          | 5  | 2 | 3 | 0 | 300 | 11 | 2  | 2.20 |
| Total da NHL | Total da NHL              | Total da NHL | 11 | 3 | 6 | 2 | 690 | 24 | 3  | 2.09 |